# Porcsalma, Szabolcs-Szatmár-Bereg
Porcialma' (în maghiară Porcsalma) este un sat în districtul Csenger, județul Szabolcs-Szatmár-Bereg, Ungaria, având o populație de 2.760 de locuitori (2011). 

## Demografie
Componența etnică a satului Porcialma
     Maghiari (75,79%)
     Romi (23,15%)
     Necunoscut (0,12%)
     Alții (0,93%)
Componența confesională a satului Porcialma
     Reformați (60,04%)
     Greco-catolici (13,91%)
     Romano-catolici (5,94%)
     Fără religie (5,25%)
     Necunoscută (14,6%)
     Ortodocși (0,25%)
     Alte religii (0,91%)
Conform recensământului din 2011, satul Porcialma avea 2.760 de locuitori. Din punct de vedere etnic, majoritatea locuitorilor (75,79%) erau maghiari, cu o minoritate de romi (23,15%). Apartenența etnică nu este cunoscută în cazul a 0,12% din locuitori.  Din punct de vedere confesional, majoritatea locuitorilor (60,04%) erau reformați, existând și minorități de greco-catolici (13,91%), romano-catolici (5,94%) și persoane fără religie (5,25%). Pentru 14,6% din locuitori nu este cunoscută apartenența confesională.